# Schwabenheim an der Selz
Schwabenheim an der Selz település Németországban, Rajna-vidék-Pfalz tartományban. Lakosainak száma 2551 fő (2023. december 31.).

## Népesség
A település népességének változása:
| Lakosok száma | 1689 | 2586 | 2579 | 2545 | 2589 | 2551 |
|               | 1975 | 2017 | 2019 | 2021 | 2022 | 2023 |